# Phronia flobertae
Phronia flobertae är en tvåvingeart som beskrevs av Loïc Matile 1979. Phronia flobertae ingår i släktet Phronia och familjen svampmyggor. Inga underarter finns listade i Catalogue of Life.